# Jacques Loew
Pour les articles homonymes, voir Löw.
Jacques Loew, né le 31 août 1908 à Clermont-Ferrand et décédé le 14 février 1999 à l'abbaye d'Échourgnac (Dordogne), est un prêtre dominicain français, prêtre ouvrier, fondateur de la Mission ouvrière Saints-Pierre-et-Paul (MOPP), et fondateur de l'École de la Foi à Fribourg (Suisse).

## Biographie
Jacques Loew naît en 1908 à Clermont-Ferrand, d’Auguste Loew, docteur en médecine, et Jeanne Gerber. Sa famille est bourgeoise, dreyfusarde et socialiste. Il grandit à Nice, où il fait ses études en partie à domicile. Il est baptisé dans la religion catholique, mais fréquente l'école du dimanche protestante,. Il monte ensuite faire ses études à Paris, à la faculté de droit et à Sciences Po. Reçu comme avocat, il s'inscrit ensuite au barreau de Nice.
Pendant une convalescence pour tuberculose dans le sanatorium suisse de Leysin, il se convertit au catholicisme. Il lit les Évangiles, contemple la nature des Alpes et effectue un séjour décisif à la chartreuse de La Valsainte. Son accompagnateur spirituel, le chartreux Jean-Baptiste Porion, l'incite à rejoindre l’Église catholique. En octobre 1932, il abjure le protestantisme. Le journaliste Stanislas Fumet, figures du catholicisme social, et son épouse Aniouta sont ses parrains de confirmation. C'est aussi dans l'entourage des Fumet qu'il rencontre Léon Bloy, Jacques et Raïssa Maritain, Graham Greene, et Jean de Menasce. A la Valsainte, il se lie d'amitié avec un autre habitué des lieux, le futur cardinal Charles Journet.
Il rentre à Nice et s'engage dans le cercle d'étude et patronage la Semeuse. Avec quelques amis du barreau, il se réunit autour du théologien dominicain Rogatien Bernard. En 1934, il entre dans l'Ordre des Frères Prêcheurs (dominicains) comme laïc, puis à l'été 1935 fait son noviciat à Toulouse, puis son studentat à Saint-Maximin (Var), sous le nom de frère Réginald. En 1938, il est président du patronage la Semeuse, à Nice. Il est ordonné prêtre en 1939.

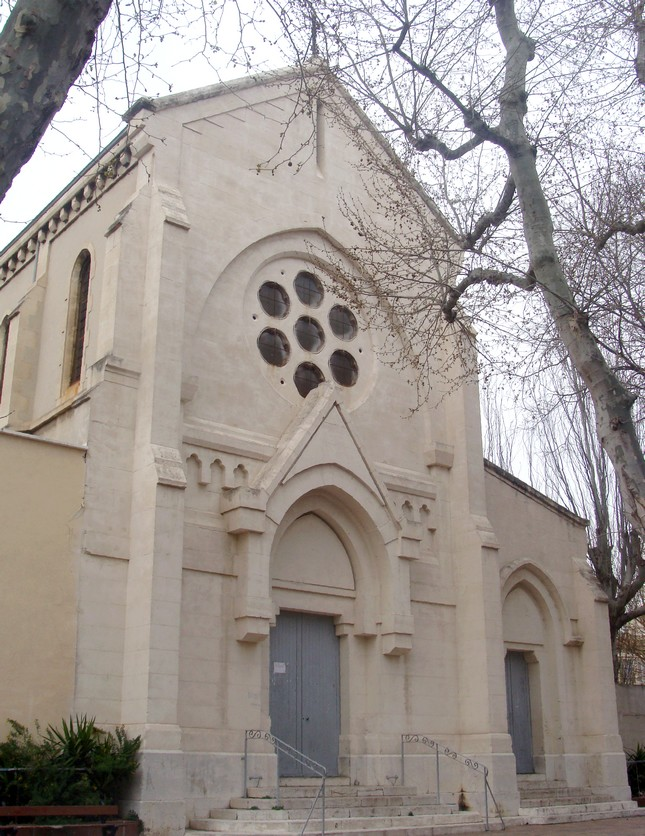
L'église Saint-Trophime, dont Jacques Loew fut curé

Pendant la Seconde Guerre mondiale, il évite la mobilisation française de 1939 en étant réformé. Il est assigné en 1941 au couvent Saint-Lazare de Marseille. Le 24 octobre, il cofonde l'association d'étude Économie et Humanisme et seconde l'économiste et dominicain Louis-Joseph Lebret comme secrétaire. Il devient dans le cadre d'une étude le premier prêtre à travailler comme ouvrier (« prêtre-ouvrier ») : il travaille comme docker au port de Marseille pendant trois ans. Il publie en 1944 une enquête sur Les dockers de Marseille, qui fait autorité et conduit en 1947 à une loi améliorant leurs conditions de travail.
« Dans une remarquable enquête, il dénonça sa misère et ses déplorables conditions de travail, réclamant pour ces travailleurs une formation et une organisation professionnelles leur permettant de participer au contrôle de l’embauche pour pallier les variations inévitables de l’activité portuaire afin qu’elles ne soient pas supportées par eux seuls, mais partagées avec leur patron. Ces préconisations, qui inspirèrent partiellement le statut des dockers après la Libération, lui valut l’accusation d’être un des principaux responsables du déclin des ports français, à la suite de la prise de contrôle de la profession par la CGT. Accusation infondée pour tout lecteur de son enquête
Économie et Humanisme no 9, 10 et 11, 1943-1944. »
Pendant la guerre, et malgré les restrictions de mouvement imposées par l'Occupation, il se rend à Lisieux afin d'observer la fondation de la Mission de France, y rencontrant Yves Congar et Marie-Dominique Chenu. Il correspond également avec Henri Godin, avec qui il partageait nombre d'intuitions sur l'apostolat en milieu ouvrier. C'est aussi pendant la guerre qu'il se lie d'amitié avec Madeleine Delbrêl, amitié qui durera toute leur vie, et dont témoigne leur abondante correspondance. En 1942, il s'installe seul dans un bidonville de Marseille, le "quartier Peyssonnel", afin d'y vivre avec les familles pauvres qui y résidaient.

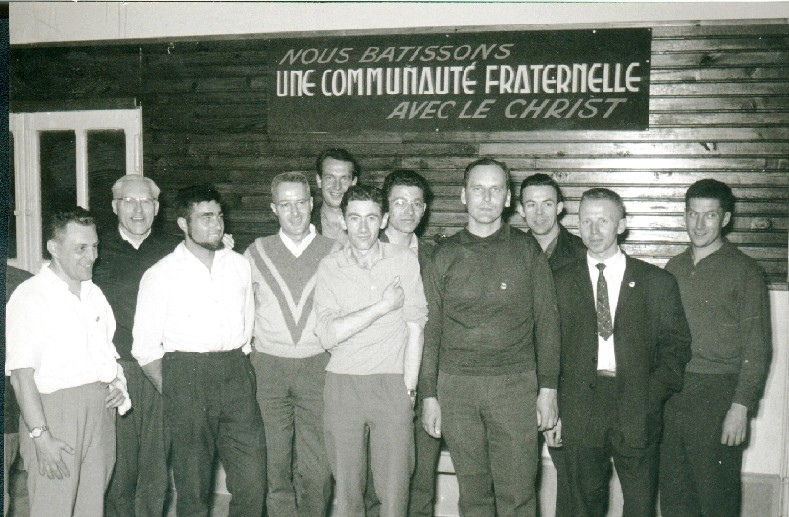
La maison de formation de la MOPP à Toulouse en 1962. Jacques Loew est le deuxième à partir de la gauche.

En 1947, il se voit confier la paroisse Sant-Trophime de La Cabucelle (quartiers Nord de Marseille), où il développe un ministère original. Alors que la plupart des autres prêtres-ouvriers se vouent à la fondation de missions ouvrières séparées des paroisses, il insiste sur l'intégration de la mission en milieu ouvrier dans le maillage paroissial préexistant, cherchant une certaine mixité sociale. Instruit par ses années au quartier Peyssonnel des dangers de la solitude, il crée une forme de vie communautaire avec ses vicaires. En 1951, lors d'un voyage à Rome, il rencontre Jean-Baptiste Montini, futur Pape Paul VI, avec lequel il noue des relations de confiance qui se continueront après l'élection de celui-ci au pontificat. Il collabore également dans les années 50 à la revue Fêtes et Saisons.
A l’été 1953, les prêtres-ouvriers de Marseille doivent cesser le travail, à cause de leur proximité avec le syndicat Confédération générale du travail (CGT), affilié au Parti communiste français. En 1954, le pape Pie XII interdit les prêtres-ouvriers,. Jacques Loew réagit avec obéissance à cette décision, tout en gardant le lien avec ses confrères qui décident de continuer ce ministère en marge de l'Eglise Catholique. Il co-écrit une lettre à leur intention avec l'évêque auxiliaire de Lyon Alfred Ancel. Il organise alors un atelier de production de parpaings dans le presbytère même de la paroisse, afin de concilier obéissance et travail. En 1955, il s'installe dans le diocèse d'Aix-en-Provence, à Port-de-Bouc (étang de Berre) où, avec plusieurs jeunes laïcs et prêtres il lance les bases d'un institut séculier qui devient la Mission ouvrière Saints-Pierre-et-Paul (MOPP). Son but est de rapprocher paroisse et mission pour un « apostolat intégral » en vue d’« extirper les racines des malheurs injustes » qui pèsent sur les pauvres.
Dans les années 1960, il effectue de nombreux voyages au Sahara, en Pologne, en Suisse, au Canada et au Brésil dans les favelas de São Paulo pour développer la MOPP. À partir de 1964, il vit à Osasco, au Brésil, pays dont il prend la nationalité. Il quitte l'ordre dominicain en 1965 pour rejoindre le diocèse de Fribourg, et y fonder en 1968 une École de la Foi à Fribourg, à la demande du Père René Voillaume. Voyageant clandestinement en URSS, il y rencontre des intellectuels dissidents convertis au christianisme comme Vladimir Zielinsky, et y donne des enseignements bibliques à de jeunes Russes à la demande du Père Alexandre Men.
Il entretient des liens d’amitié personnelle avec Paul VI, qui le nomme en 1966 membre du Secrétariat pour les non-croyants, puis en 1970 de la Commission Pontificale Justice et Paix; et qui l’invite à prêcher la retraite de Carême au Vatican en 1970.
En 1973, il abandonne la responsabilité de la MOPP (« pour laisser ses frères agir à leur guise, comme des parents laissent leurs enfants décider de leur vie », selon Gilles Fumey) pour se consacrer entièrement à l’École de la foi. Malgré des difficultés croissantes, notamment l’obtention de visas pour les Africains, celle-ci se poursuit jusqu'en 2006, avant d'essaimer à Yamoussoukro (Côte d’Ivoire) où elle rouvre en novembre 2012.
En 1981, il se retire à l'abbaye de Cîteaux pour donner davantage de temps à la prière et à l'écriture de nombreux ouvrages de spiritualité chrétienne. C'est le début d'un itinéraire monastique de vingt années qui le conduit successivement à Tamié, dans un ermitage de moniales-ermites à Saint-Jean-de-l'Albère et, enfin, à l'abbaye d'Échourgnac où il est accueilli par des moniales cisterciennes. C'est là qu'il meurt à l'âge de quatre-vingt-dix ans.

## Écrits[13]
- En mission prolétarienne, Économie et Humanisme, Lyon, 1946 (reéd. Le Seuil, 1961).
- Jacques Loew : docker à Marseille, Paris, Cerf, 1948.
- Foi vivante, hommes d'aujourd'hui. Loew, 1955.
- (en) Mission to the poorest. 1950, Sheed and Ward (New York). With an introd. and epilogue by Maisie Ward. Foreword by Archibishop Cushing.
- Si vous saviez le don de Dieu, Collection « Homélies et Catéchèses » Le Cerf juillet 1958.
- Journal d'une Mission ouvrière, Le Seuil, 1963.
- Dynamisme de la foi et incroyance, Éditions du Cerf, 1963.
- Comme s'il voyait l'invisible, Le Cerf, 1964.
- (es) Marxismo e problemas de pastoral par Jacques Loew Vozes, 1966.
- (de) Auf dein Wort hin. par Jacques Loew Verlag Styria, 1968.
- À temps et à contretemps. Retrouver dans l'Église le visage de Jésus-Christ, Yves Congar - Jacques Loew - René Voillaume, Le Cerf septembre 1969.
- Ce Jésus qu'on appelle Christ Retraite au Vatican (1970) Le Cerf Collection « Foi vivante » no 371.
- Les Cieux ouverts. Chronique de la Mission ouvrière Saints-Pierre-et-Paul, mars 1971, Le Cerf, Collection « L'Évangile au XXe siècle ».
- (en) Face to face with God par Jacques Loew, Darton, Longman and Todd, 1977.
- Paraboles et Fariboles par Jacques Faizant - Jacques Loew Le Cerf « Foi vivante » no 323, 1978.
- Vous serez mes disciples, Mame, 1978.
- Histoire de l'Église par elle-même, textes choisis sous la direction de Jacques Loew et Michel Meslin, Paris, Fayard, 1978, prix Halphen de l’Académie française en 1979.
- Mon Dieu dont je suis sûr, Éditions Bayard, 1983.
- Le Puits de l'exil, Berg International.
- Le Bonheur d'être homme, 1988.
- Dans la nuit, j'ai cherché, 1991.
- Vivre l'Évangile avec Madeleine Delbrêl, Centurion.
- Jésus où te chercher ?, Le Livre Ouvert, 1992.
- La Flamme qui dévore le berger. Éléments de spiritualité pour l'évangélisation, Jacques Loew - Paul Xardel, Le Cerf Collection « Épiphanie » Octobre 1993.
- La Prière à l'école des grands priants, Fayard  1975 red. 1985.
- La Vie à l'écoute des grands priants, Fayard 1986.
- Histoire de l'Église par elle-même, Meslin, Jacques, Fayard.